# Solto Collina
Solto Collina es una localidad y comune italiana de la provincia de Bérgamo, región de Lombardía, con 1.599 habitantes.

## Evolución demográfica
| Gráfica de evolución demográfica de Solto Collina entre 1861 y 2001 |
|                                                                     |
| Fuente ISTAT - elaboración gráfica de Wikipedia                     |